# Wilm ten Haaf
Wilm ten Haaf (* 24. Februar 1915 als Wilhelm Schweimer in Emmerich; † 30. Juni 1995 in München) war ein deutscher Regisseur und Drehbuchautor, ein Pionier des deutschen Fernsehens.

## Leben und Schaffen
Schweimer hatte Literatur studiert, ehe er 1936 als Regieassistent an die Volksbühne Berlin ging. Bereits 1938 nahm er an Fernsehversuchsendungen teil, kehrte aber in den Kriegsjahren an die Bühne zurück. Dort arbeitete Schweimer unter seinem Geburtsnamen als Regisseur wie als Schauspieler an den Stadttheatern von Krefeld, Bunzlau und Schweidnitz. Gleich nach Kriegsende nahm Wilhelm Schweimer das Pseudonym Wilm ten Haaf an und inszenierte Stücke am Stadttheater von Ingolstadt. 1946 gründete er ein Theater für junge Leute in Kitzingen. 1948 verpflichtete ihn der Bayerische Rundfunk (BR) für den Schulfunk. In der Folgezeit inszenierte ten Haaf eine Fülle von Hörspielen, darunter im Jahre 1966  für den SR auch einen Paul-Temple-Mehrteiler von Francis Durbridge, nämlich Paul Temple und der Fall Genf, in dem Franz Schafheitlin eine der Hauptrollen sprach.
Bereits 1950 debütierte ten Haaf hinter der Kamera als Kurzfilmregisseur. 1952, mit Beginn des Fernsehzeitalters nach dem Krieg, wurde er vom BR als Oberspielleiter eingestellt. Seit 1954 konzentrierte sich der Rheinländer ganz auf die Fernsehregie. Ten Haafs Spezialität wurden anfangs Literaturadaptionen, mit Beginn der 60er Jahre – unterbrochen durch drei enttäuschend ausgefallene Abstecher zum Kinofilm – führte er auch Regie bei Serien. Für die Tatort-Reihe inszenierte ten Haaf insgesamt sieben Folgen in zwölf Jahren.
Ten Haaf arbeitete seit 1957 freischaffend. Zeitweise lehrte er auch als Dozent an der Hochschule für Fernsehen und Film.
Seine Grabstätte befindet sich auf dem Friedhof Daglfing, Sektion 3-2-14, wo er am 6. Juli 1995 beigesetzt worden ist. Seine Ehefrau Gitta (* 1919, bekannt als Rundfunk-Pianistin Gitta Schneider) verstarb am 3. Februar 2005 und ist ebenfalls in der Gruft bestattet worden.

## Filmografie
Regie bei Fernsehfilmen, wenn nicht anders angegeben
| - 1954: Gärtnerin aus Liebe - 1954: Fräulein Julie - 1955: Madame Aurélie - 1955: Marius - 1955: Der Schwarzkünstler - 1955: Ein Weihnachtslied in Prosa - 1956: Der Mörder kommt um elf - 1956: Die Tochter des Brunnenmachers - 1956: Wo war David Preston? - 1957: Ein Fremder kam ins Haus - 1957: Der Herr im ersten Stock - 1958: Schwester Bonaventura (auch Drehbuch) - 1958: Du gehörst mir (Kinofilm) - 1959: Sehnsucht hat mich verführt (Kinofilm) - 1959: Lockvogel der Nacht (Kinofilm) - 1960: Eine Geschichte aus Soho – Instinkt ist alles - 1960: Bezaubernde Julia - 1960: Gaslicht (auch Drehbuch) - 1960: Es geschah an der Grenze (Serie) - 1961: Schwarzwaldmädel - 1961: Der Mann von draußen - 1961: Der Mann von drüben - 1962: Die Glocken von London - 1963: Feuer lodern überall - 1963: Dr. Joanna Marlowe - 1964: Bis ans Ende - 1964: Asmodée - 1964: Der Aussichtsturm - 1965: Der Parasit - 1965: Im Schatten des Berges - 1965: Mariana Pineda - 1965: Das ist Stern schnuppe (Serie) - 1966: Judith (auch Drehbuch) - 1966: Spielplatz (auch Drehbuch) - 1966: Der Mann aus Melbourne - 1966: Ein Tag ohne Morgen | - 1967: Stine - 1967: Die Rolle seines Lebens (auch Drehbuch) - 1967: Der Kaktusgarten - 1968: Napoleon in New Orleans - 1968: Ostern - 1968: Die Benachrichtigung - 1969: Vom Teufel geholt - 1969: In einem Monat, in einem Jahr (auch Drehbuch) - 1970: Die vierzig Irrtümer des Herodes - 1970: Der Bettelstudent (auch Drehbuch) - 1971: Wölfe und Schafe - 1973: Die Kriminalerzählung - 1973–86: Tatort (sieben Folgen der Krimireihe) - 1974: Die Fälle des Herrn Konstantin (Serie) - 1974: Strategen der Liebe - 1975: Ein Fall für Männdli – (Serie, 7 Folgen) - 1975: Das Haus der Krokodile (Kinderserie) (auch Drehbuch) - 1976: Der G’wissenswurm (auch Drehbuch) - 1977: Brennendes Geheimnis (auch Drehbuch) - 1977: Mr. Carlis und seine abenteuerlichen Geschichten (Fernsehserie) - 1978: Eisbären - 1978: Eine seltsame Bescherung - 1979: Die wilde Flamme (auch Drehbuch) - 1979: Die Geisterbehörde - 1979: Der Wald (auch Drehbuch) - 1981: Alberta und Alice oder Die Unterwerfung - 1981: Tatort: Usambaraveilchen - 1983: Der Tunnel - 1984: Kornelia (auch Drehbuch) - 1986: Tatort: Automord - 1987: Drohung bei Mondlicht - 1987: Robert Bosch - 1987: Der Mann aus dem Gästezimmer - 1990: „...die Post ist da!“ - 1991: Deutschlands Weg zur Industrienation – Franz Josef Popp - 1991: Bilder machen Leute - 1993: Die Kartenlegerin |

## Theater
- Cornelia, UA, 15. August 1972, Dienstag, 20:00, Theater Augsburg, Oper von Rafael Kubelík[5]

## Hörspiele (Auswahl)
- 1949: Bracke; BR
- 1950: Das Zauberbett; HR/BR
- 1950: Günter Eich: Geh nicht nach El Kuwehd oder Der zweifache Tod des Kaufmann Mohallab; BR/Radio Saarbrücken
- 1950: Der schlecht gefesselte Prometheus; RB
- 1950: Ein Weihnachtslied (Christmas Carol); Radio Saarbrücken
- 1951: Romeo und Jeanette; Radio Saarbrücken
- 1951: Aschenputtel; Radio Saarbrücken
- 1951: Don Quijote; Radio Saarbrücken
- 1951: Geschiedene Leute; Radio Saarbrücken
- 1951: Züge ans Meer; SDR
- 1951: Der Nachmittag eines Fauns; BR
- 1951: Die geliebte Stimme; Radio Saarbrücken
- 1951: Die Erzählung des letzten Hirten; Radio Saarbrücken
- 1952: Ich will einen Roman schreiben; Radio Saarbrücken
- 1952: Leonce und Lena; Radio Saarbrücken
- 1952: Die Dämonen; Radio Saarbrücken
- 1952: Flammen unter Montclair; Radio Saarbrücken
- 1952: Oberst Chabert; Radio Saarbrücken
- 1952: Das Spiel von den Heiligen Drei Königen – Autor: Felix Timmermans; Radio Saarbrücken
- 1953: Ich bin kein Casanova; Radio Saarbrücken
- 1955: Leonce und Lena; Radio Saarbrücken
- 1959: Praterveilchen; HR
- 1962: Philip Levene: Terra Incognita; BR
- 1962: Die Dame Don Juan; SWF
- 1964: Francis Durbridge: Nur über meine Leiche (Kriminalhörspiel – SR)
- 1966: Der Mazarin Stein; SR
- 1966: Das Geheimabkommen; SR
- 1966: Paul Temple und der Fall Genf; SR
- 1978: Sie werden nichts von mir hören; BR
- 1981: Wovon man nicht sprechen kann; SR
- 1981: Clic-Clac; SR
- 1988: Vier linke Hände; BR